# Przekłady Biblii

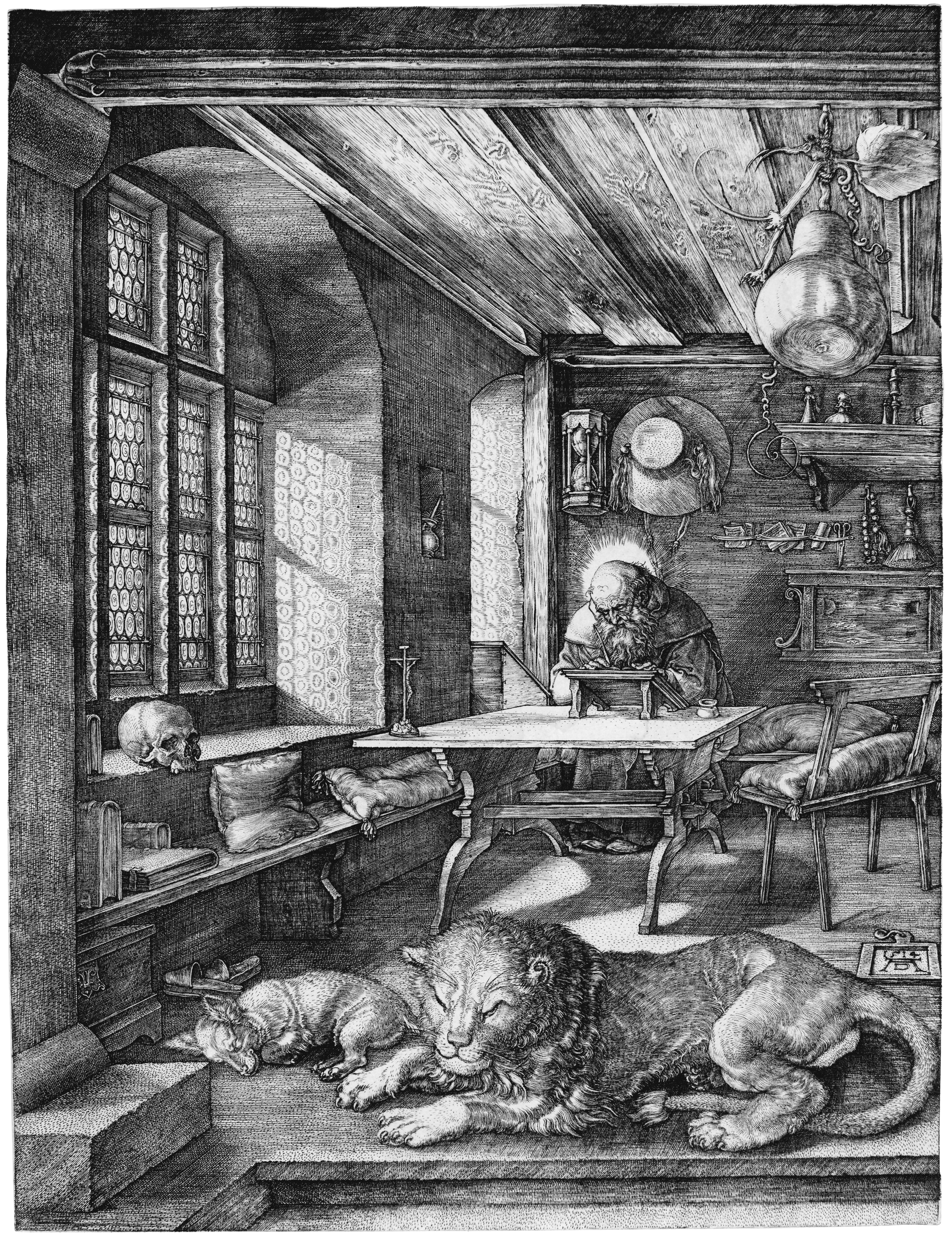
Hieronim ze Strydonu – autor Wulgaty i katolicki patron tłumaczy

Przekłady Biblii – tłumaczenia wybranych części lub całości Biblii hebrajskiej (Stary Testament) lub ksiąg uznawanych za święty tekst chrześcijaństwa (Stary i Nowy Testament). Oryginalnymi językami Biblii są hebrajski, aramejski i grecka koine. Dokładny skład kanonu zależy od danej tradycji religijnej. Wśród chrześcijan różnice w liście ksiąg uznawanych za święte są jednak stosunkowo niewielkie.

## Historia tłumaczenia Biblii
Od wieków problemy tłumaczenia biblijnego wzbudzały wielkie emocje i niejednokrotnie kończyły się zażartymi sporami, a nawet aktami przemocy. Dziś tłumaczeniu Pisma Świętego nie towarzyszą już tak wielkie kontrowersje, choć poszczególne grupy (np. katolicy i protestanci) podtrzymują swoje odrębne tradycje tłumaczeniowe. Wraz z postępem ekumenizmu, dialogu między religiami oraz obiektywnych studiów nad Biblią coraz powszechniejsze stają się projekty translatorskie wspólnie podejmowane przez biblistów różnych wyznań (np. angielskie tłumaczenie Revised Standard Version z 1965, włoska La Bibbia Concordata z 1968, francuski TOB z lat 1975–1976, czeski ČEP ukończony w 1979, czy polska Biblia Ekumeniczna z 2018).

## Starożytność
Prawdopodobnie najwcześniejszą formą przekładu Biblii hebrajskiej były Targumy, czyli początkowo ustne, potem spisywane tłumaczenia tekstu hebrajskiego na aramejski, często uzupełnione komentarzem i wyjaśnieniem, dokonywane na potrzeby kultu judaistycznego. Pomiędzy IV a II wiekiem p.n.e. pojawił się Pięcioksiąg samarytański, transliteracja tekstu hebrajskiego pismem samarytańskim, dostosowana do religijnych potrzeb Samarytan.
Przykładem grupowego przedsięwzięcia przekładowego jest jeden z najstarszych i najważniejszych przekładów biblijnych: Septuaginta, czyli grecki przekład hebrajskich i aramejskich ksiąg świętych dokonany stopniowo pomiędzy 250 a 150 rokiem p.n.e. w Aleksandrii, na potrzeby zhellenizowanej diaspory żydowskiej. W momencie gdy Septuaginta zaczęła być szeroko wykorzystywana przez nawróconych na chrześcijaństwo pogan, którzy nie znali już hebrajskiego ani aramejskiego, wspólnota judaistyczna odrzuciła autorytet Septuaginty.
Z tego też względu pojawiły się kolejne przekłady na język grecki dokonane przez Akwilę, Teodocjona i Symmachusa oraz trzy niekompletne przekłady anonimowe Quinta, Sexta i Septima. Jednak swoją rangą przekłady te nie dorównały Septuagincie.
Kamieniem milowym w rozwoju tłumaczenia Pisma Świętego stało się powstanie i ekspansja chrześcijaństwa, które, w odróżnieniu od judaizmu, u samych swych podstaw jest religią o silnej orientacji misyjnej i uniwersalistycznej.
Pierwsi chrześcijanie byli w większości Żydami, mogli więc korzystać z żydowskich pism świętych bez potrzeby tłumaczenia. Z kolei coraz liczniejsi greckojęzyczni chrześcijanie korzystali z Septuaginty. Równocześnie w pierwszych wiekach po Chrystusie narastała bogata literatura chrześcijańska, głównie greckojęzyczna, stanowiąca zapis ustnych przekazów o życiu Jezusa Chrystusa, jego uczniów i dziejach Kościoła pierwotnego.
Wraz z rozwojem Kościoła szybko stało się jasne, że jeśli ewangelia ma być głoszona wszystkim narodom, to konieczne jest opracowanie nowych przekładów ksiąg kanonicznych. Już w starożytności Biblia chrześcijańska doczekała się tłumaczeń na wiele języków (patrz łacińska Vetus latina czy syryjska Peszitta).
W pierwszych wiekach chrześcijaństwa niezmiernie ważnym przekładem była Wulgata, czyli łaciński przekład Starego i Nowego Testamentu wykonany przez Hieronima ze Strydonu. Tłumaczenie to, choć początkowo przyjmowane nieufnie, szybko zyskało pozycję najważniejszej Biblii zachodniego chrześcijaństwa i centralnym tekstem średniowiecznej teologii katolickiej oraz źródłem wczesnych przekładów na języki nowożytne.
Zachowały się również tłumaczenia na język koptyjski (III–IV w.), gocki (IV w., Wulfila).

## Średniowiecze

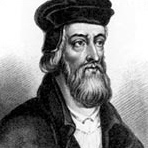
John Wycliffe – protestancki patron tłumaczy, autor pierwszego przekładu Biblii na język angielski, którego imię nosi jedna z największych organizacji tłumaczeniowych Pisma Świętego na świecie – Wycliffe Bible Translators

We wczesnym średniowieczu dokonano przekładów na język ormiański (V w.), gruziński (od V w.), etiopski (od V w.).
Przesunięcie się punktu ciężkości chrześcijaństwa do Europy na początku średniowiecza oraz pragnienie ewangelizacji nowych narodów w ich językach pociągnęły za sobą konieczność opracowania przekładów, m.in. na główne języki romańskie, germańskie i słowiańskie. W tym nurcie należy wspomnieć o tłumaczeniu na język staro-cerkiewno-słowiański, zainspirowanym przez Cyryla i Metodego (Przekład Biblii na staro-cerkiewno-słowiański).
Szerzące się od XI wieku w Europie oddolne ruchy pobożnościowe powoływały się na Ewangelie i domagały się reform w zakresie dyscypliny kościelnej, moralności kleru, odbywania nabożeństw w językach zrozumiałych dla wiernych oraz udostępnienia wszystkim Biblii w tychże językach. Ruchy te były potępiane jako heretyckie, a lektura niekatolickich przekładów Biblii przez osoby niebędące duchowymi była karana – aż do kary śmierci na stosie oraz utraty prawa do dziedziczenia majątku przez krewnych „winowajcy”. W ten sposób działalność Inkwizycji opóźniła przekłady Biblii na języki narodowe o kilka stuleci.
Najstarszymi pierwodrukami Biblii były: łacińska Biblia Gutenberga (1455), niemiecka Biblia Mentelina (1466), włoska Biblia Malermi (1471), katalońska Biblia Valenciana (1478) i czeska Biblia praska (1488).

## Odrodzenie i reformacja
8 kwietnia 1546 roku podczas IV sesji Soboru trydenckiego Kościół katolicki wydał dekret definiujący katolicki kanon Pisma Świętego oraz uznający za oficjalny tekst Kościoła łacińską Wulgatę. Wydany przez papieża Pawła IV w 1559 roku Indeks ksiąg zakazanych zawierał oficjalny zakaz drukowania, posiadania lub czytania Biblii w językach narodowych. Pierwszym oficjalnym dokumentem Kościoła rzymskokatolickiego ograniczającym dostęp do Pisma Świętego była konstytucja apostolska Piusa IV Dominici gregis rustodiae z 1564. Zakazano wiernym korzystać z niekatolickich wydań Biblii, a korzystanie z katolickich przekładów na języki nowożytne było dozwolone tylko za zgodą biskupa lub inkwizytora. W roku 1569 wydanie zgody zarezerwowano dla papieża, choć z upoważnienia papieża wydawali ją biskupi. Dopiero Benedykt XIV, w konstytucji Sollicita ac provida z 9 lipca 1753, zniósł wszelkie ograniczenia w korzystaniu z katolickich wydań Pisma Świętego. Kontrreformacja wymagająca publikacji katolickich przekładów Pisma Świętego opartych na Wulgacie przy jednoczesnym potępieniu przekładów niekatolickich i ograniczeniach prywatnej lektury Biblii przez laikat znacznie ograniczyły czytelnictwo Biblii w krajach katolickich (np. we Włoszech) i praktycznie zatrzymała rozwój biblistyki katolickiej aż do końca XIX wieku.
Prawdziwy rozkwit studiów i tłumaczeń biblijnych przyniosła epoka renesansu. W wyniku emigracji do Europy (po zdobyciu Konstantynopola przez Turków osmańskich w 1453) wielu uczonych greckich, co było bezpośrednim impulsem do ożywienia studiów lingwistycznych i biblistycznych, możliwa stała się doskonalsza krytyka tekstu i, co za tym idzie, przygotowanie lepszej jakości wydań oryginalnych tekstów biblijnych i opracowanie lepszych tłumaczeń. Postęp w tej dziedzinie wspierał niewątpliwie nowy wynalazek druku, który znacząco obniżył koszt produkcji książek, ułatwił wymianę wiedzy i znacznie powiększył grono ludzi piśmiennych. Pojawił się też postulat kręgów reformatorskich, by o ile to możliwe przekładu dokonywano z języków oryginalnych, a więc z hebrajskiego i greki (co stało się powszechną praktyką przekładów protestanckich), bez pośrednictwa łacińskiej Wulgaty używanej aż do połowy XX w. za podstawę tłumaczeń katolickich.
W myśl doktryny protestanckiej Pismo Święte jest najważniejszą podstawą wiary każdego chrześcijanina (Sola scriptura), a więc każdy chrześcijanin powinien mieć wolny dostęp do Słowa Bożego w zrozumiałym dla siebie języku. Pragnienie realizacji tego celu lawinowo zwiększyło liczbę przekładów Biblii na języki narodowe. W XVI wieku pojawiły się kolejne pełne drukowane przekłady na języki narodowe: niderlandzka Biblia wydana przez Jacoba van Liesvelta (1526), francuska Biblia wydana przez Jacquesa Lefèvre’a d’Étaplesa (1530), angielska Biblia wydana przez Milesa Coverdale’a (1535), szwedzka Biblia Gustawa Wazy (1541), duńska Biblia Chrystiana III (1550), polska Biblia Leopolity (1561), węgierska Biblia sześciotomowa z lat 1551–1565, hiszpańska Biblia Reiny (1569), słoweńska Biblia Jurija Dalmatina (1583), islandzka Guðbrandsbiblía (1584) czy cerkiewnosłowiańska Biblia ostrogska (1581) wydana na potrzeby cerkwi prawosławnej.
Kolejnym impulsem były potrzeby dynamicznie rozwijającego się od XVIII w. ruchu misyjnego. W wyniku wielkich odkryć geograficznych otworzyły się dla kościołów chrześcijańskich nowe horyzonty działalności misjonarskiej. Wymagała ona opracowania przekładów choćby fragmentów Pisma Świętego na wiele nieznanych dotąd Europejczykom języków. Jednym z najsławniejszych nowożytnych misjonarzy i tłumaczy Biblii jest William Carey, zwany ojcem nowożytnych misji, który przełożył Biblię w całości bądź w części na 29 języków Azji Południowej.

## Współczesność

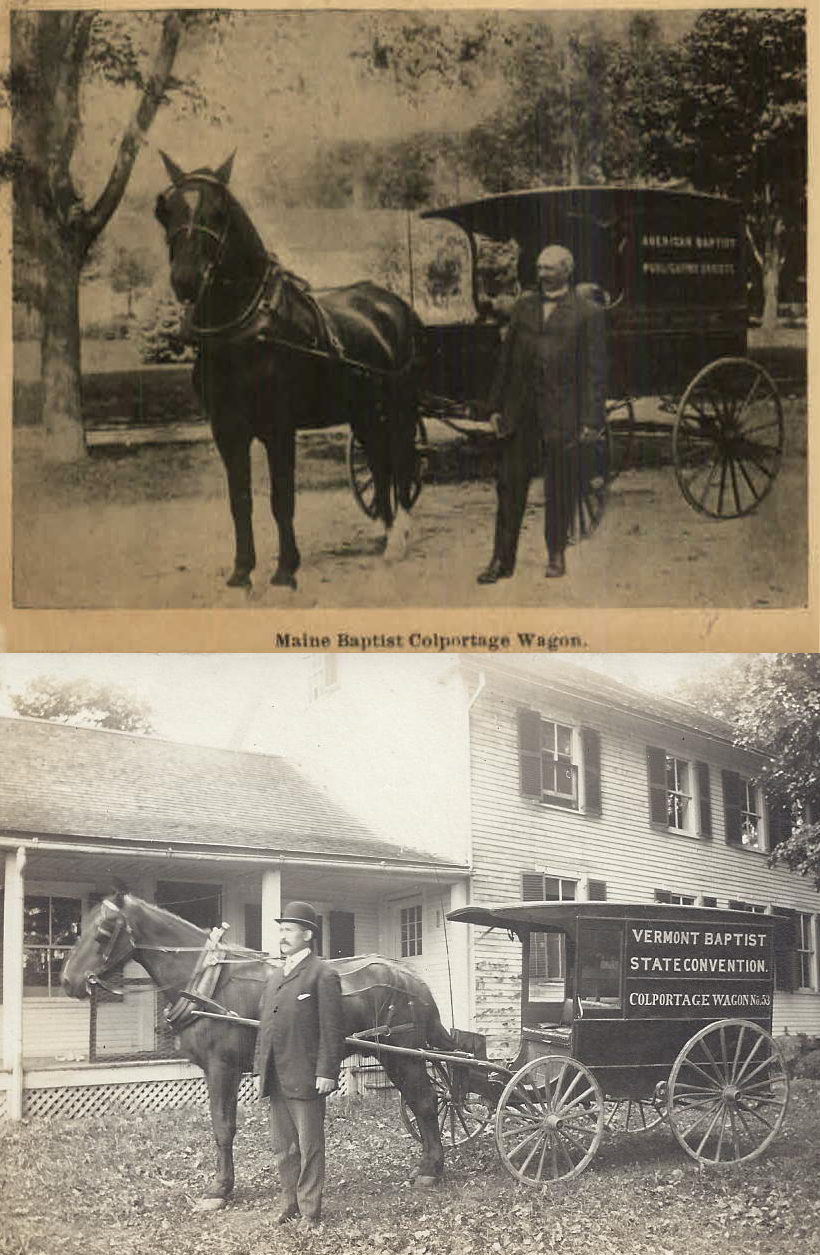
Baptystyczni kolporterzy na pocz. XX w.

W dniu 7 marca 1804 roku powstało Brytyjskie i Zagraniczne Towarzystwo Biblijne, które postawiło sobie za cel rozpowszechnianie w jak najszerszym zakresie Biblii w językach lokalnych. W kolejnych latach powstawały lokalne oddziały tego towarzystwa w różnych krajach (m.in. w 1816 roku powstał oddział tego towarzystwa w Polsce pod nazwą Brytyjskie i Zagraniczne Towarzystwo Biblijne w Warszawie, a także Amerykańskie Towarzystwo Biblijne). W XIX wieku towarzystwa biblijne wykorzystywały kolportaż do rozpowszechniania Pisma Świętego, choć w wyniku sprzeciwu duchowieństwa aż do końca XIX stulecia nękano i karano osoby zajmujące się rozprowadzaniem Biblii. Towarzystwa te mają na celu nie tylko dystrybucję już istniejących przekładów Biblii, ale i dokonywanie nowych tłumaczeń. O wielkości dystrybucji Biblii przez protestanckie towarzystwa biblijne świadczy fakt, że tylko w ciągu jednego roku działalności rozprowadzają więcej Biblii, niż robił to Kościół w ciągu piętnastu wieków przed reformacją.
Towarzystwa biblijne były w XIX wieku wielokrotnie i bardzo surowo potępiane przez Kościół katolicki, który za jedyny normatywny tekst w dalszym ciągu uznawał Wulgatę Hieronima. Zmiana stanowiska Kościoła katolickiego nastąpiła dopiero w połowie XX w. wraz z opublikowaniem encykliki Divino afflante Spiritu papieża Piusa XII i od tej pory katolickie przekłady są dokonywane także na podstawie języków oryginalnych.
Liczba nowych przekładów Pisma Świętego stale rośnie. Dotyczy to zarówno na języki krajów misyjnych, jak i na języki posiadające długą tradycję tłumaczenia biblijnego, w miarę jak starsze tłumaczenia przestają być zrozumiałe dla kolejnych pokoleń.

### Współczesne przekłady Biblii
Według stanu na wrzesień 2024 spośród 7396 zidentyfikowanych języków jakimi się posługują ludzie, liczba języków w jakich dostępne są współczesne przekłady Biblii opublikowana przez Stowarzyszenie Tłumaczy Biblii im. Wycliffa wyniosła:
- cała Biblia: 756 języków
- Nowy Testament: 1726 języków
- fragmenty: 1274 języków
- łącznie: 3756 języków.

Najbardziej rozpowszechnionym przekładem Pisma Świętego jest angielska Biblia króla Jakuba wydana po raz pierwszy w roku 1611. Łączny nakład wszystkich wydań tego przekładu ocenia się na ponad miliard egzemplarzy.

## Teoria i praktyka tłumaczenia Biblii
Wczesną refleksję na temat przekładu tekstu świętego odnaleźć w Prologu do deuterokanonicznej księgi Mądrości Syracha, która w Biblii greckiej była przekładem hebrajskiego oryginału.
Od wieków przekładu ksiąg świętych dokonywano z wielkim nabożeństwem i obawą o to, czy istota tego nadprzyrodzonego przekazu nie zostanie w wyniku tłumaczenia zatracona lub przekręcona. Z tego powodu oficjalne (zlecane przez wspólnotę religijną) przekłady powierzano zwykle osobom odpowiednio przygotowanym nie tylko lingwistycznie, ale przede wszystkim teologicznie. Ze względu na duże rozmiary materiału, długi czas konieczny na wykonanie takiego przedsięwzięcia, jak również olbrzymią wagę i znaczenie tekstu świętego, tłumaczenia dokonywano często, choć nie zawsze, w sposób kolegialny, a całe przedsięwzięcie było koordynowane i finansowane przez poszczególne wspólnoty wyznaniowe lub możnych protektorów, najczęściej panujących władców (w przypadku Septuaginty był to Ptolemeusz II Filadelfos, w przypadku najbardziej znanej wersji angielskiej – król Jakub I Stuart). W dzisiejszych warunkach większość projektów tłumaczeniowych wspierają specjalnie do tego celu powołane instytucje (z których najbardziej znane to towarzystwa biblijne skupiające teologów, tłumaczy, etnografów i językoznawców).
Obecnie najbardziej rozpowszechnioną strategią dokonywania przekładu Biblii jest dążenie do osiągnięcia tzw. ekwiwalencji funkcjonalnej lub dynamicznej (czyli podobnego jak tekst oryginalny efektu) w odróżnieniu od ekwiwalencji formalnej (podobieństwa na poziomie gramatyczno-leksykalnym). Rozróżnienie to zaproponował amerykański lingwista Eugene Nida, współpracujący z Amerykańskim Towarzystwem Biblijnym, który podłożył podwaliny pod nowoczesną dyscyplinę translatoryki (ang. Translation Studies).

## Inkulturacja przekładu biblijnego
Ważnym pytaniem, przed jakim stoją tłumacze tekstów Biblii, jest to, na ile zamierzony przekład powinien odwzorowywać rzeczywistość historyczną i kulturową świata, w którym teksty te powstały, a na ile może wyjść naprzeciw czytelnikom wychowanym w skrajnie niekiedy różnych warunkach kulturowych. Mamy tu do czynienia z tzw. inkulturacją przekazu biblijnego, czyli przedstawieniem go w taki sposób, by nie tracąc swojej zasadniczej wymowy mógł być przekazem znaczącym dla danego adresata.
Przykładem inkulturacji jest zastępowanie pewnych symboli biblijnych innymi, bardziej czytelnymi w danej kulturze. I tak pierwsi misjonarze pracujący wśród Eskimosów, zdając sobie sprawę, że żadna z ich „owieczek” nigdy nie widziała prawdziwej owcy, próbowali zastępować symbol Baranka Bożego obrazem bezbronnej białej foki.

## Typy przekładów biblijnych
Im dłuższa w danym języku jest tradycja przekładu biblijnego, tym więcej pojawia się wzajemnie konkurujących ze sobą tłumaczeń i tradycji tłumaczeniowych. Na przykład język angielski posiada obecnie kilkaset różnych przekładów biblijnych.
W takich sytuacjach, obok tłumaczeń Biblii stworzonych na potrzeby kultu religijnego różnych grup religijnych, często pojawiają się przekłady, których głównym celem nie jest już stworzenie tekstu liturgicznego czy religijnego. Tłumaczenie Biblii ma w takim wypadku zaspokoić inne potrzeby, co niejednokrotnie sprawia, że mamy do czynienia raczej z adaptacją czy parafrazą niż przekładem dosłownym czyli metafrazą.
Ze względu na cel tłumaczenia można więc wyróżnić następujące typy przekładów tekstów biblijnych:
- oficjalne czy liturgiczne, wykorzystywane podczas obrzędów religijnych i zalecane do prywatnej lektury duchowej,
- filologiczne czy naukowe (często wydania interlinearne lub wielojęzyczne), służące studiom teologicznym, badaniom historycznym, lingwistycznym, np. gruntownej analizie tekstu,
- literackie, gdzie na pierwszy plan wysuwa się walor estetyczny i artystyczny,
- przekłady o silnym zabarwieniu ideologicznym, gdzie Biblia staje się pretekstem do wyrażenia określonej wizji świata.

Porównaj z klasyfikacją przekładów w artykule o przekładach Biblii na język polski.
Największy zasięg oddziaływania mają tłumaczenia oficjalne, które przez masową cyrkulację i tysiące zaczerpniętych z nich cytatów mają olbrzymi wpływ na język i kulturę danej społeczności. Ciekawym odzwierciedleniem kulturotwórczego wpływu przekładów Biblii, jest fakt, że wiele małych narodów i grup etnicznych w różnych okresach zabiegało o przetłumaczenie Biblii na ich język, aby nadać mu przez to status dojrzałego języka literackiego, a przez to wzmocnić znaczenie swojej kultury i podkreślić swoją odrębność. Dobrym przykładem jest tu choćby Biblia Ślązoka.

## Błędy w tłumaczeniu

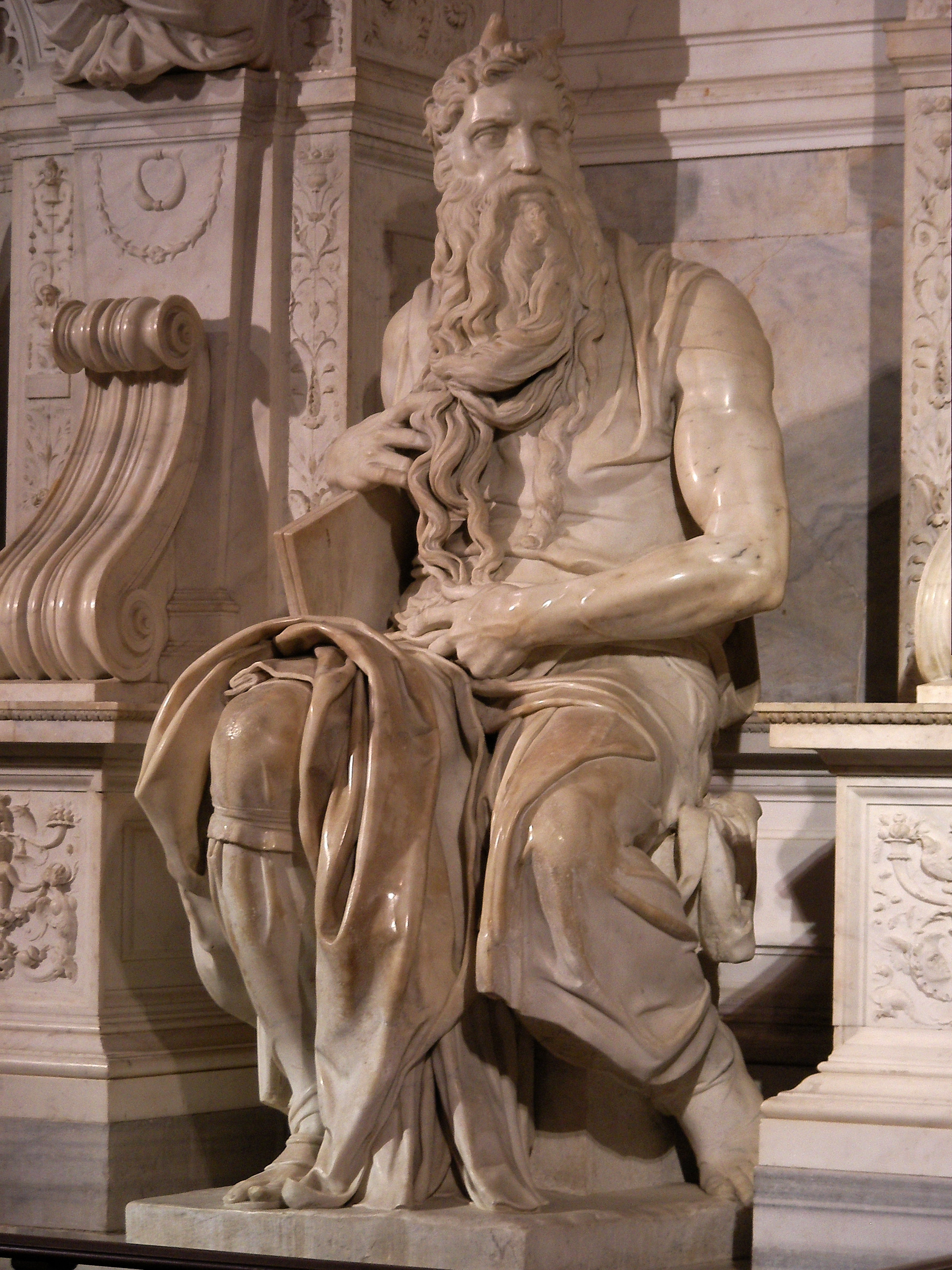
Rogaty Mojżesz dłuta Michała Anioła – widoczny skutek błędu w tłumaczeniu

Mimo wysokiego statusu tłumaczenia biblijnego i dużej dbałości o jakość świętego tekstu w historii wielokrotnie zdarzały się błędne tłumaczenia lub pomyłki drukarskie, przekręcające oryginalne znaczenie.

Jednym z przekładów zawierających błędy jest łacińska Wulgata. Błędy Wulgaty wynikały m.in. z niedoskonałej znajomości języka hebrajskiego przez autora tego przekładu – św. Hieronima. Błędy te wykazywane były w pracach uczonych katolickich w XV i XVI wieku. Słynnym przykładem jest tu fragment łacińskiej Wulgaty (Wj 34,29), który sugeruje, że Mojżesz, schodząc z góry Synaj miał rogi, co znalazło odzwierciedlenie w słynnej rzeźbie Michała Anioła. 

cumque descenderet Moses de monte Sinai tenebat duas tabulas testimonii et ignorabat quod cornuta esset facies sua ex consortio sermonis Dei

Dosłownie: Gdy Mojżesz schodził z góry Synaj, trzymał dwie tablice świadectwa i nie wiedział, że twarz jego była rogata w wyniku rozmowy z Bogiem

 Błąd tłumacza polegał na tym, że wybrał niewłaściwe znaczenie hebrajskiego słowa qaran, które oprócz znaczenia „wypuszczać rogi” oznacza również „promienieć, lśnić". Współczesne tłumaczenia naprawiają ten fragment, który w tłumaczonej bezpośrednio z tekstu hebrajskiego Biblii Tysiąclecia brzmi:

Gdy Mojżesz zstępował z góry Synaj z dwiema tablicami Świadectwa w ręku, nie wiedział, że skóra na jego twarzy promieniała na skutek rozmowy z Panem.

W 1590 roku ukazała się wersja autoryzowana Wulgaty, której autorem był papież Sykstus V. Wydanie przeszło do historii jako Wulgata sykstyńska i była powodem skandalu teologicznego XVI wieku, ponieważ papież wprowadził do niej liczne zmiany wedle własnego uznania (zmieniał kolejność wersetów, usuwał bądź dodawał wyrazy, zwroty bądź całe zdania). Wkrótce papież zmarł, a Wulgata sykstyńska została wykupiona przez kardynałów i spalona. Dwa lata później ukazała się Wulgata klementyńska, która różniła się od Wulgaty sykstyńskiej w wielu miejscach (ponad 3000).
W przypadku wydań protestanckich zachowano większą staranność w tłumaczeniu i w wydawaniu. Zdarzały się jednak błędy, które były na ogół surowo karane.
Przykładem takiej karygodnej niedbałości wydawcy jest Biblia króla Jakuba z 1631 zwana „Biblią cudzołożników” (ang. Adulterous Bible), z powodu wymownego błędu drukarskiego w tekście dziesięciorga przykazań (Wj 20,14), w którym szóste (w tradycji anglikańskiej siódme) przykazanie zostało pozbawione kluczowego słowa „nie" i brzmi: „Thou shalt committ adultery” (Będziesz cudzołożył). Drukarze Barker i Lucas zostali za tę pomyłkę ukarani wysoką grzywną, a większość nakładu zniszczono. Do dziś zachowało się tylko 11 egzemplarzy „Biblii cudzołożników”.